# Invasie (boek)
Invasie (oorspronkelijke Engelse titel: Invasion) is een boek geschreven door de Amerikaanse schrijver Robin Cook. De televisiefilm Invasion (1997) met Luke Perry and Kim Cattrall was gebaseerd op dit boek

## Verhaal
Op een avond in een Amerikaans stadje begeven alle elektrische toestellen het. Een paar dagen nadien krijgen verschillende bewoners van dit stadje de griep. Deze griep gaat na een paar uur weer over, maar de mensen die de griep gehad hebben zijn veranderd.